# Сен-Бруэн
Сен-Бруэ́н (фр. Saint-Broing) — коммуна во Франции, находится в регионе Франш-Конте. Департамент — Верхняя Сона. Входит в состав кантона Гре. Округ коммуны — Везуль.
Код INSEE коммуны — 70461.

## География

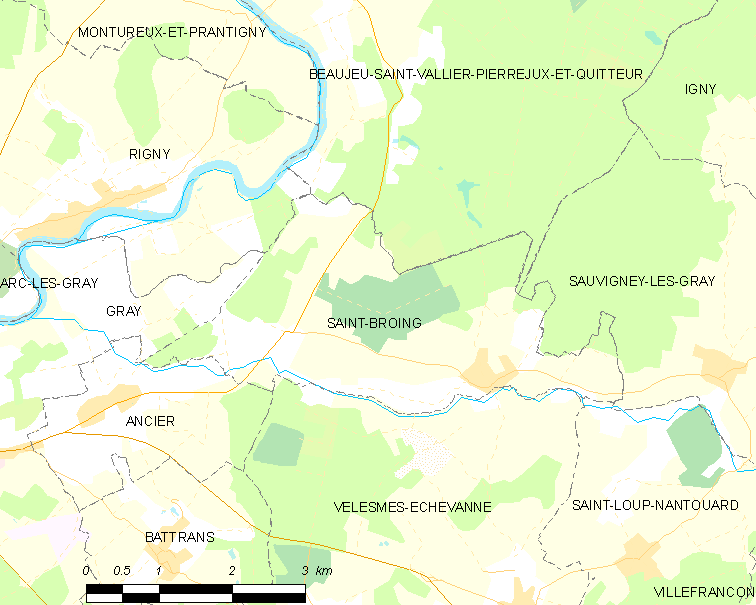
Карта коммуны

Коммуна расположена приблизительно в 300 км к юго-востоку от Парижа, в 34 км северо-западнее Безансона, в 40 км к юго-западу от Везуля.
На юге коммуны протекает река Морт.

## Население
Население коммуны на 2010 год составляло 127 человек.
| 1962 | 1968 | 1975 | 1982 | 1990 | 1999 | 2010 |
| ---- | ---- | ---- | ---- | ---- | ---- | ---- |
| 112  | 141  | 144  | 176  | 166  | 141  | 127  |

## Администрация
| Период | Период | Фамилия      | Партия | Примечания |
| ------ | ------ | ------------ | ------ | ---------- |
| 2001   | 2008   | Филипп Миньо |        |            |
| 2008   | 2014   | Филипп Гони  |        |            |

## Экономика
В 2010 году среди 89 человек трудоспособного возраста (15—64 лет) 60 были экономически активными, 29 — неактивными (показатель активности — 67,4 %, в 1999 году было 69,1 %). Из 60 активных жителей работали 57 человек (32 мужчины и 25 женщин), безработных было 3 (2 мужчин и 1 женщина). Среди 29 неактивных 10 человек были учениками или студентами, 12 — пенсионерами, 7 были неактивными по другим причинам.

## Достопримечательности
- Средневековое аббатство Нотр-Дам-де-Корнё[фр.]. Исторический памятник с 2003 года[3]
- Ферма аббатства Нотр-Дам-де-Корнё (1720 год). Исторический памятник с 2003 года[4]